# Иванян, Христофор Иванович
Христофо́р Ива́нович Иваня́н (20 декабря 1920, Тифлис — 30 августа 1999, Санкт-Петербург) — генерал-лейтенант, советский и армянский военный деятель. Герой НКР (2000, посмертно).

## Биография
В 1940 году окончил Тбилисское артиллерийское училище.

### Великая Отечественная война и послевоенная служба в ВС СССР
Во время Великой Отечественной войны в 1941 году участвовал в боях за Молдавию и Украину, сражался за г. Новороссийск, участвовал в Керченско-Эльтигенской десантной операции с 1 ноября 1943 года, в 1944-1945 гг. - участвовал в освобождении Крыма, Закарпатья, Чехословакии. В годы войны, 11 раз был ранен, награждён более 10 боевыми орденами и медалями, в т.ч. представлялся к званию Героя Советского Союза (награжден вторым орденом Ленина). Христофор Иванян перед участием в Керченско-Эльтигенской десантной операции и захвата плацдарма на Керченском полуострове прошел путь от командира батареи до командира артполка, став им всего в 21 год. На его груди сияли три ордена: Ленина, Красного Знамени и Красной Звезды. Бои за полуостров добавили второй орден Ленина — за Эльтиген и орден Суворова 3-й степени — за освобождение Керчи и Севастополя. Командир 318-й Новороссийской стрелковой дивизии генера-майор В. Гладков отмечал, что «противотанковая оборона Эльтигена была умело организована благодаря тактическому таланту Иваняна», назначенного начальником артиллерии дивизии.
В 1949 году окончил Военную академию им. Фрунзе, потом высшие артиллерийские курсы в Ленинграде. В дальнейшем служил на должностях начальника артиллерии дивизии, командира артиллерийской бригады, начальника артиллерии и ракетных войск армии и военного округа.
В 1949—1952 годах — начальник подготовительного отделения артиллерийского корпуса.
В 1952—1955 годах — командир 280-го гвардейского противотанкового полка ( в составе войск СССР, дислоцированных в ГДР).
В 1956—1958 годах — командир особого гвардейского противотанкового полка.
В 1958—1961 годах — заведующий военной кафедрой Одесского государственного университета.
В 1962—1968 годах — командир 52-й стрелковой бригады Одесского военного округа.
В 1968—1973 годах — годах командующий ракетными войсками и артиллерией 14-й армии Одесского военного округа.
В 1973—1978 годах — заместитель командующего Ракетными войсками и артиллерией Закавказского военного округа.

### В Армении и Нагорном Карабахе
С началом военной фазы Карабахского конфликта приехал из Санкт-Петербурга в Нагорный Карабах. В период с 1992 по 1998 год являлся советником председателя Комитета самообороны НКР и первым заместителем командующего Армией обороны НКР. Внес значительный вклад в формирование армейских структур и служб АО НКР, особенно артиллерии, создание учебных воинских частей, центров, стрельбищ и полигонов. Руководил рядом военных операций по подавлению огневых точек противника, в частности, на прилегающих к Степанакерту территориях и Мартунинском районе. За проявленное в боях мужество и смелость был награждён орденом «Боевой крест» первой степени.
В годы существования непризнанной НКР именем Христофора Иваняна был назван военно-спортивный колледж при министерстве обороны в Степанакерте (Ханкенди), а в 2000 году власти непризнанной республики переименовали населённый пункт Ходжалы, до конфликта населенный азербайджанцами, в Иванян. О его жизни снят документальный фильм.

## Награды

### СССР
В годы Великой Отечественной войны Христафор Иванян награжден орденами: Ленина (дважды, в 1941 - за бои у г. Николаев, в 1943 - за Эльтиген), Красного Знамени (1943, Новороссийск), Суворова 3-й степени (1944, за участие в освобождении Керчи и Севастополя), Красной Звезды (трижды). В 1985 году награжден орденом Отечественной войны 1-й степени.

### Армении и НКР
- Герой Арцаха
- Медали «Золотой орел» и «Боевой крест НКР» 1-й степени